# Ferenc Széchényi

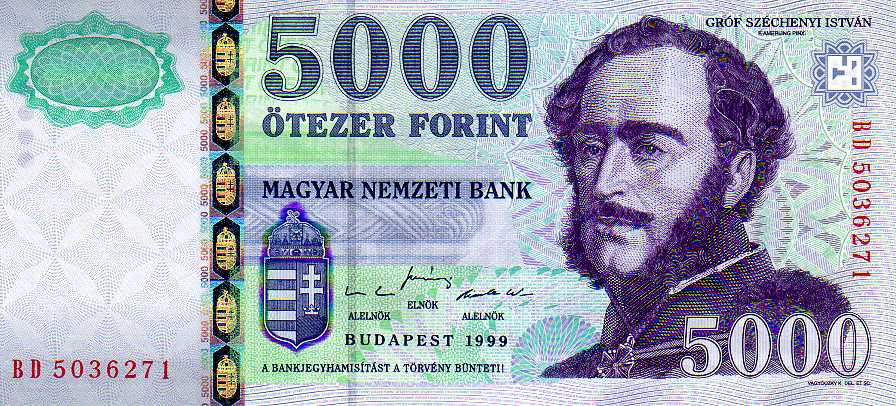
Imagen del hijo de Ferenc Széchényi, Esteban Széchenyi, en los billetes de 5.000 florines húngaros (1999).

El conde Ferenc Széchényi (Fertőszéplak, 28 de abril de 1754 – Viena, 13 de diciembre de 1820) fue el fundador de la Biblioteca Nacional de Hungría y el Museo Nacional de Budapest. La biblioteca fue llamada Biblioteca Széchényi en memoria del conde Széchényi, quien al final del siglo XVIII formó una gran colección de libros húngaros y los cedió a la nación en 1802. Esta donación fue el nacimiento de la biblioteca y trajo con ella otras muchas donaciones.
Fue padre de Esteban Széchenyi.